# Wikariat Caldas da Rainha - Peniche
Wikariat Caldas da Rainha - Peniche − jeden z 17 wikariatów Patriarchatu Lizbony, składający się z 26 parafii:
- Parafia św. Sylwestra w A-dos-Francos
- Parafia św. Marii Magdaleny w A-dos-Negros
- Parafia Matki Bożej Nawiedzenia w Alvorninha
- Parafia Matki Bożej z Abobriz w Amoreira
- Parafia św. Leonarda w Atouguia da Baleia
- Parafia Matki Bożej Ludu w Caldas da Rainha
- Parafia Matki Bożej Miłosierdzia w Carvalhal Benfeito
- Parafia Matki Bożej Anielskiej w Coto
- Parafia Matki Bożej Nieustającej Pomocy w Gaeiras
- Parafia Ducha Świętego w Atouguia da Landal
- Parafia św. Piotra w Óbidos
- Parafia Najświętszej Maryi Panny w Óbidos
- Parafia Najświętszego Serca Jezusowego w Olho Marinho
- Parafia Matki Bożej Nieustającej Pomocy w Peniche
- Parafia św. Piotra w Peniche
- Parafia św. Sebastiana w Peniche
- Parafia św. Antoniego w Salir de Matos
- Parafia Niepokalanego Poczęcia Najświętszej Maryi Panny w Salir do Porto
- Parafia św. Katarzyny w Santa Catarina
- Parafia św. Grzegorza w São Gregório
- Parafia Matki Bożej Męczenników w Serra do Bouro
- Parafia św. Sebastiana w Serra d’El Rei
- Parafia św. Sebastiana w Sobral da Lagoa
- Parafia Zwiastowania Najświętszej Maryi Pannie w Tornada
- Parafia Matki Bożej Miłosierdzia w Vau
- Parafia Matki Bożej Miłosierdzia w Caldas da Rainha